# Via Valeria
Via Valeria var en romersk väg som gick mellan Tibur (dagens Tivoli) och Aternum. Förmodligen lät censorn Marcus Valerius Messalla bygga vägen omkring 154 f.Kr. Vägen gick i nordostlig riktning från Rom upp till marsernas och equiernas områden. Vägen gick förbi Varia, där vägen delade sig. Via Sublacensis gick till Subiaco, medan Via Valeria fortsatte till Carsoli, Monte Bove, sjön Fucino och sedan till marsernas stad Cerfennia. Strabon hävdar att vägen gick ända till den viktiga orten Corfinium, men förmodligen var vägen föga mer än en stig efter Cerfennia, där terrängen började bli mycket kuperad.
Förmodligen var det inte förrän under Claudius som vägen efter Cerfennia förbättrades. Då bytte också Via Valeria namn till Via Claudia Valeria. Via Claudia Valeria gick från Cerfennia till Aternum vid floden Aternus mynning, där Pescara idag ligger.